# Phyllophaga colima
Phyllophaga colima är en skalbaggsart som beskrevs av Saylor 1943. Phyllophaga colima ingår i släktet Phyllophaga och familjen Melolonthidae. Inga underarter finns listade i Catalogue of Life.